# HMS Princess Royal (1911)
La HMS Princess Royal è stata un incrociatore da battaglia della Royal Navy, la seconda delle tre navi della classe Lion. Progettate in risposta agli incrociatori da battaglia della classe Moltke, della Marina Imperiale Tedesca, queste navi incrementarono la velocità, gli armamenti e la corazzatura rispetto alla precedente classe Indefatigable. Il nome della nave fa riferimento al titolo di Principessa Reale, solitamente attribuito da un monarca britannico alla sua figlia maggiore.
Venne impostata nel maggio 1910, varata il 29 aprile 1911 e completata nell'ottobre 1912 al costo complessivo di 2 076 222 sterline. Durante la prima guerra mondiale venne assegnata al 1st Battlecruiser Squadron ("1º squadrone incrociatori da battaglia") della Grand Fleet ed il 28 agosto 1914 combatté alla battaglia di Helgoland. Nel novembre 1914, la Princess Royal partecipò alla caccia dello Squadrone tedesco dell'Asia Orientale, la flotta di incrociatori dell'ammiraglio Maximilian von Spee, venendo inviata alle Antille in guardia contro la possibilità che Graf Spee usasse il Canale di Panama. Dopo che lo Squadrone dell'Asia orientale fu affondato nella battaglia delle Falkland nel dicembre del 1914, la Princess Royal si ricongiunse al 1st Battlecruiser Squadron. Il 24 gennaio 1915 prese parte alla Battaglia di Dogger Bank, durante la quale riuscì a danneggiare gravemente l'incrociatore corazzato tedesco Blücher. Subito dopo divenne l'ammiraglia del 1st Battlecruiser Squadron, sotto il comando del retroammiraglio Osmond Brock.
Il 31 maggio 1916 combatté nella Battaglia dello Jutland, dove venne colpità più volte. Rimasero uccisi ventidue uomini dell'equipaggio e 81 vennero feriti. I lavori di riparazione richiesero un mese e mezzo. Fornì supporto a distanza durante la seconda battaglia di Helgoland, e trascorse il resto della guerra a pattugliare senza incidenti il Mare del Nord. Walter Cowan fu il suo capitano dal 1915 al 1917 e la comandò allo Jutland.
Nel 1922 venne venduta per la demolizione per onorare i termini del Trattato navale di Washington.

## Costruzione
Gli incrociatori da battaglia della classe Lion, soprannominati "Splendidi Felini", furono progettati dal Director of Naval Construction Philip Watts in risposta alle navi tedesche della classe Moltke. Le migliorie apportate in termini di velocità, armi e corazzatura ne incrementarono la stazza del 70% rispetto alle navi della precedente classe Indefatigable e questo le rese le più grandi navi da guerra dell'epoca.

### Caratteristiche generali

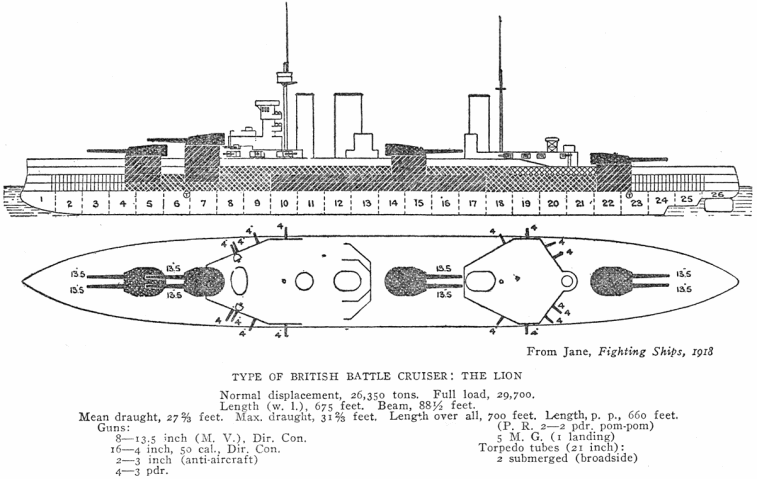
Pianta di un incrociatore della classe Lion dalla rivista Jane's Fighting Ships del 1918.

La Princess Royal era significativamente più grande dei suoi predecessori. Aveva una lunghezza di 213,4 m, una larghezza di 27 m ed un pescaggio di 9,9 m a pieno carico. Il dislocamento standard della nave era di 26 690 tonnellate, mentre a pieno carico era pari a 31 310 tonnellate cioè circa 8 000 tonnellate in più rispetto alle navi precedenti. La sua altezza metacentrica era di 1,8 m a pieno carico.

### Propulsione
La Princess Royal aveva due serie appaiate di turbine a vapore Parson ospitate in sale macchine separate. Ciascuna serie era composta da una turbina ad alta pressione rivolta lungo l'asse poppa-prua collegata ad un albero fuoribordo e da una turbina a bassa pressione rivolta lungo l'asse poppa-prua collegata ad un albero entrobordo. In totale, le turbine potevano generare una potenza pari a 70 000 cavalli vapore (52 199 kW) per una velocità di 28 nodi (52 km/h). Nel settembre del 1912 la Princess Royal iniziò le prove in mare aperto sviluppando una potenza di 78 803 CV (58 763 kW) per una velocità di 28,5 nodi (52,8 km/h). Tuttavia nel luglio del 1913, durante le prove a massimo sforzo, l'incrociatore raggiunse la potenza di 96 238 CV (71 756 kW), per una velocità di 27,97 nodi (51,8 km/h), con un dislocamento di 30 140 tonnellate.
L'impianto a vapore era costituito da 42 caldaie Yarrow disposte in sette sale. La nave poteva stivare 3 600 tonnellate di carbone e 1 153 tonnellate di olio combustibile da spruzzare sul carbone per aumentarne il suo potere calorifico. Alla velocità di 10 nodi l'autonomia della nave era pari a 5 610 miglia nautiche (10 390 km).

### Armi
La Princess Royal era dotata di otto cannoni Mk V a retrocarica da 343 mm alloggiati in quattro torri idrauliche identificate con le lettere A, B, Q e X da prua a poppa. Le armi secondarie erano costituite da 16 cannoni Mk VII a retrocarica da 102 mm, la maggior parte dei quali era montata in casematte nella sovrastruttura. I due cannoni montati sul ponte sopra il primo gruppo di casematte fu equipaggiato con scudi antiproiettili tra il 1913 e il 1914 per proteggere l'equipaggio addetto dal fuoco nemico. Il cannone da 102 mm posizionato sulla parte destra della poppa fu rimosso nei primi mesi del 1917, equipaggiato con una montatura in grado di raggiungere i 60º di elevazione, e rimontato in aprile assieme ad un secondo cannone ugualmente modificato proveniente dalla gemella della Princess Royal, la HMS Lion. Due tubi lanciasiluri erano montati sulla fiancata, e le munizioni consistevano in quindici siluri da 533 mm.